# Grumman F-11 Tiger
El Grumman F11F Tiger fue un caza embarcado monoplaza que sirvió en la Armada de los Estados Unidos durante las décadas de 1950 y 1960. En abril de 1955 fue designado F11F Tiger, pero en 1962 se unificaron los sistemas de designaciones de aeronaves en las Fuerzas Armadas de los Estados Unidos, por lo que pasó a llamarse F-11 Tiger. El F11F fue utilizado por el equipo de acrobacia aérea Blue Angels de la Armada desde 1957 hasta 1969.

## Diseño y desarrollo

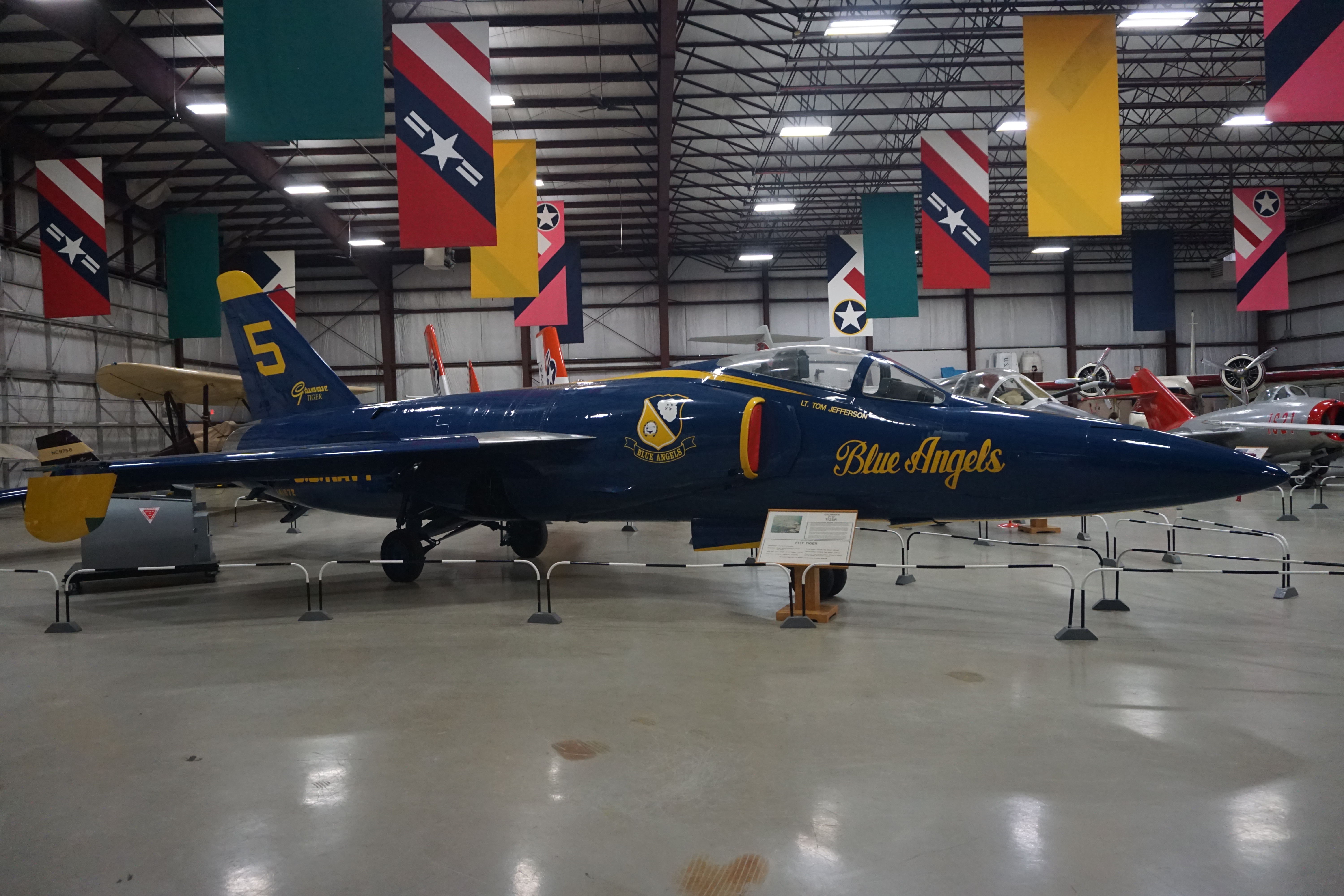
Grumman F11F Tiger

Este aparato fue designado en un principio F9F-9 para reflejar su parentesco con el Grumman F9F Panther y el Grumman F9F Cougar, aunque en realidad resultó ser un aparato enteramente nuevo. El diseño encargado por la Armada estadounidense el 27 de abril de 1953, codificado por la compañía Grumman como G-98, era ciertamente un caza monoplaza, pero en él no aparecía rasgo alguno de sus predecesores. El fuselaje fue concebido según la regla del área para reducir la resistencia aerodinámica, los estabilizadores y timones de profundidad fueron desplazados hacia la sección trasera del fuselaje; los aterrizadores principales se instalaron en la sección central de la célula, así como las tomas de aire del turborreactor Wright J65-W-6 (que era una versión construida bajo licencia del Armstrong Siddeley Sapphire) de 3538 kg de empuje, que con posquemador desarrollaba hasta 4763 kg. La adopción de un ala considerablemente delgada motivó la introducción de una nueva técnica estructural en la que los revestimientos exteriores, que albergaban una caja de largueros, estaban confeccionados con paneles sólidos de aluminio.
La Oficina Aeronáutica de la Armada de los Estados Unidos estaba muy impresionada, por lo que ordenó la construcción de dos prototipos. El primer prototipo YF9F-9 voló el 30 de julio de 1954, pilotado por "Corky" Meyer, propulsado por un J65-W-7 sin posquemador; a pesar de esto, el avión casi alcanza Mach 1 en su vuelo inaugural. El segundo prototipo, que voló en octubre, fue equipado con posquemador en enero de 1955, y se convirtió en el segundo avión de la Armada en alcanzar velocidades supersónicas, después del Douglas F4D Skyray. En abril de 1955, los aviones recibieron la nueva designación F11F-1 (aunque a partir de 1962 pasó a denominarse F-11A).
El Tiger fue fabricado en serie con un motor de menor empuje, el J65-W-18, dados los problemas surgidos con la versión W-6. Los dos lotes encargados por la Armada, de 42 y 157 aparatos, fueron entregados entre el 15 de noviembre de 1954 y el 23 de enero de 1959.

## Historia operacional

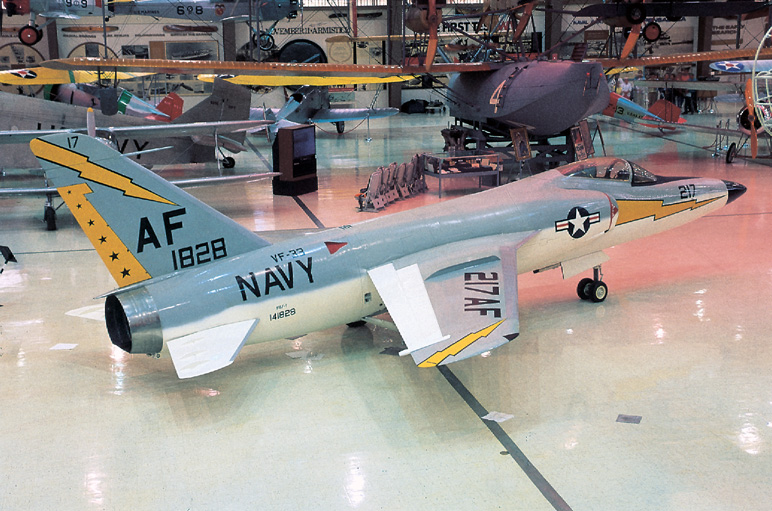
F11F-1 en el Museo de Aviación Naval.

Las pruebas en portaaviones comenzaron el 4 de abril de 1956, cuando un F11F-1 Tiger aterrizó y luego fue lanzado desde el USS Forrestal. Entró en servicio activo (en el escuadrón VA-156) en marzo de 1957; los escuadrones de Tiger operaron desde el USS Ranger (CVA-61), USS Intrepid (CV-11), USS Bon Homme Richard (CV-31), USS Forrestal y USS Saratoga (CV-60). Sin embargo, la carrera del F11F-1 duró sólo 4 años, en parte porque el Vought F-8 Crusader tenía mejores prestaciones, y en parte porque el motor J65 era muy poco fiable. Por eso, la Armada estadounidense canceló todas los encargos del F11F-1P (versión de reconocimiento) y sólo llegaron a construirse 199 cazas F11F-1. El avión fue retirado del servicio en portaaviones en 1961, pero fue utilizado como entrenador avanzado hasta finales de la década de 1960. Los estudiantes realizaban su entrenamiento avanzado en los reactores F-9 Cougar, y una vez completada esa etapa, se les permitía experimentar el vuelo supersónico con los Tiger, antes de pasar al entrenamiento operativo en la flota. Sin embargo, continuaron equipando el famoso equipo acrobático de la Armada, los Blue Angels.
A pesar de que la carrera del F11F-1 como caza naval fue muy corta, los “Blue Angels” realizaron exhibiciones aéreas con estos aviones desde 1957 hasta 1969, cuando los Tiger fueron finalmente reemplazados por el McDonnell Douglas F-4 Phantom II.

### Curiosidades
Lamentablemente, el F11F-1 Tiger es reconocido por ser el primer avión de reacción en derribarse a sí mismo. El 21 de septiembre de 1956, durante una prueba de fuego con sus cañones de 20 mm, el piloto Tom Attridge disparó dos ráfagas a mitad de un fuerte picado. Las balas, cuya velocidad y trayectoria decaían, finalmente se cruzaron en la trayectoria del Tiger que continuaba en picado, dañándolo y forzando al piloto a estrellarlo contra el suelo. El piloto sobrevivió.

## Variantes

Un F11F-1 del VF-21 aterrizando en el USS Ranger en 1957.

Además del caza F11F-1 (F-11A), Grumman también propuso una versión más avanzada del avión, conocida como el F11F-1F Super Tiger. Esta fue el resultado de un estudio llevado a cabo en 1958, en el que se instaló un motor General Electric XJ79-GE-3 en un F11F-1. La Armada estaba lo suficientemente interesada en este nuevo desarrollo como para autorizar la modificación de dos F11F-1, provistos de una nueva ala y tomas de aire agrandadas, y un turborreactor YJ79-GE-3, que pasaron a denominarse F11F-2. El nuevo diseño voló por primera vez el 25 de mayo de 1956, alcanzando Mach 1,44 en uno de los vuelos de pruebas. Con el incremento de 35 cm del fuselaje y un motor J79 mejorado, el F11F-2 alcanzó una velocidad máxima de Mach 2,04 a una altitud de 24 466 m. Desafortunadamente, las nuevas prestaciones tuvieron como consecuencia un incremento del peso y la Armada decidió que el nuevo diseño era muy pesado para operar desde portaaviones, por lo que no encargó ningún ejemplar. Al no poder venderle ejemplares a la Armada, Grumman intentó vender el Super Tiger a clientes extranjeros. La Luftwaffe alemana, la JASDF (Japan Air Self Defense Force, Fuerza Aérea Japonesa de Defensa) y la RCAF (Royal Canadian Air Force, Real Fuerza Aérea Canadiense) mostraron mucho interés en el modelo, pero al final se decidieron por el Lockheed F-104 Starfighter.
YF9F-9
Designación original.
F-11F-1
Versión de caza monoplaza para la Armada. En 1962 fue redesignado F-11A.
F11F-1P
Designación de la versión de reconocimiento, 85 aparatos cancelados.
F11F-1F Super Tiger (G-98J)
F11F-1 equipado con el motor J79-GE-3A, dos construidos.
F11F-1T
Variante propuesta de entrenamiento con asientos en tándem; no construida.

## Operadores
Estados Unidos
- Armada de los Estados Unidos
  - VF-21, Atlantic Fleet

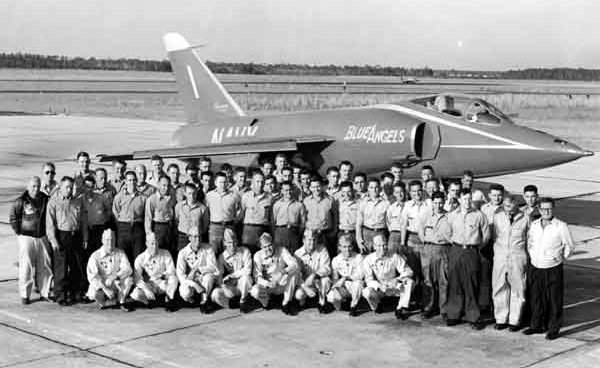
Equipo Blue Angels con un F11F-1 en 1958.

  - VF-24 (redesignado VF-211 en marzo de 1959), Pacific Fleet
  - VF-33, Atlantic Fleet
  - VF-51, Pacific Fleet
  - VF-121, Pacific Fleet
  - VA-156 (redesignado VF-111 en enero de 1959), Pacific Fleet
  - VF-191, Pacific Fleet
  - Blue Angels

## Especificaciones (F11F-1 / F-11A)
Referencia datos: Bowers 1990.

### Características generales
- Tripulación: Uno (piloto)
- Longitud: 14,3 m (46,9 ft)
- Envergadura: 9,6 m (31,5 ft)
- Altura: 4 m (13,1 ft)
- Superficie alar: 23 m² (247,6 ft²)
- Peso vacío: 6277 kg (13 834,5 lb)
- Peso cargado: 9561 kg (21 072,4 lb)
- Peso máximo al despegue: 10 663 kg (23 501,3 lb)
- Planta motriz: 1× turborreactor Wright J65-W-18.
  - Empuje normal: 33,1 kN (3375 kgf; 7441 lbf) de empuje.
  - Empuje con postquemador: 47 kN (4793 kgf; 10 566 lbf) de empuje.

### Rendimiento
- Velocidad máxima operativa (Vno): 1170 km/h (727 MPH; 632 kt) a 11 000 m de altitud
- Velocidad crucero (Vc): 929 km/h (577 MPH; 502 kt)
- Alcance: 2050 km (1107 nmi; 1274 mi)
- Techo de vuelo: 14 900 m (48 885 ft)
- Régimen de ascenso: 83 m/s (16 338 ft/min)
- Carga alar: 411 kg/m² (84,2 lb/ft²)
- Empuje/peso: 0,50

### Armamento
- Cañones: 

  - 4x Colt Mk 12 de 20 mm con 125 proyectiles cada uno
- Puntos de anclaje: 4 para cargar una combinación de:   
  - Cohetes: Aero 6A o Aero 7A "Rocket Package"
  - Misiles: misiles aire-aire de corto alcance AIM-9 Sidewinder
  - Otros: Depósito de combustible externo de 570 l

## Aeronaves relacionadas

### Desarrollos relacionados
- F-9 Cougar
- Grumman F11F-1F Super Tiger
- Grumman G-118

### Aeronaves similares
- F5D Skylancer
- F-8 Crusader
- Vought F7U Cutlass
- de Havilland DH.100 Vampire
- Supermarine Scimitar

### Secuencias de designación
- Secuencia G-_ (interna de Grumman): ← G-94 - G-96 - G-97 - G-98 - G-98J - G-99 - G-100 →
- Secuencia F_F (Cazas de la Armada estadounidense, 1922-1962 (Grumman, 1931-1962)): ← F9F-1 a -5 - F9F-6 a -8 - F10F - F11F - F12F
- Secuencia F-_ (Cazas estadounidenses, 1962-presente): ← F-8 - F-9 - F-10 - F-11 - F-12 - F-14 - F-15/E →